# Vojtěch Věchet
Vojtěch Věchet (8 febbraio 1912 – 6 settembre 1988) è stato un calciatore cecoslovacco, dal 1939 al 1945 boemo, di ruolo portiere.

## Palmarès

### Club

#### Competizioni nazionali
- Campionato cecoslovacco: 2

Sparta Praga: 1937-1938, 1938-1939